# 中島村 (三重県)
中島村（なかじまむら）は三重県度会郡にあった村。現在の南伊勢町の西部、贄湾の東岸にあたる。

## 地理
- 海洋：贄湾
- 山岳：局ヶ頂、丸山
- 河川：道方川、大江川
- 湖沼：かさらぎ池
- 島嶼：見江島

## 歴史
- 1889年（明治22年）4月1日 - 町村制の施行により、道方村・大江村・道行竈・阿曽浦・大方竈の区域をもって発足。
- 1955年（昭和30年）4月1日 - 吉津町・島津村・鵜倉村と合併して南島町が発足。同日中島村廃止。